# Leyla Qasim
Leyla Qasim (1952, Khanaqin - 12 mai 1974, Bagdad) est une militante kurde irakienne.

## Biographie
Leyla Qasim étudie la sociologie à l'université de Bagdad où elle s'engage dans la lutte contre le régime baasiste.
Accusée d'avoir tenté d'assassiner Saddam Hussein, elle est condamnée à mort et exécutée le 12 mai 1974,.